# Alerte en Extrême-Orient
Pour plus de détails, voir Fiche technique et Distribution.
Alerte en Extrême-Orient (Windom's Way) est un film britannique de Ronald Neame sorti en 1957.

## Synopsis
Sur l'île de Selim, le docteur Alec Windom, défend son hôpital contre la révolte des indigènes qui ont été renvoyés de la plantation voisine.

## Fiche technique
- Titre : Alerte en Extrême-Orient
- Titre original : Windom's Way
- Réalisateur : Ronald Neame
- Scénario : Jill Craigie d'après le roman de James Ramsey Ullman
- Musique : James Bernard
- Photographie : Christopher Challis
- Montage : Reginald Mills
- Costumes : Margaret Furse
- Producteion : John Bryan pour la Rank
- Société de production : The Rank Organisation
- Pays :  Royaume-Uni
- Genre : Aventure, drame et guerre
- Durée : 108 minutes
- Procédé : Eastmancolor
- Sortie à Paris : 8 juillet 1959

## Distribution
- Peter Finch : Alec Windom
- Mary Ure : Lee Windom
- Natasha Parry : Anna Vidal
- Robert Flemyng : le colonel George Hasbrook
- Michael Hordern : Patterson
- Grégoire Aslan : le maire Lollivar
- John Cairney : Jan Vidal
- Marne Maitland : le commissaire Belhedron
- George Margo : l'officier de police Lansang
- Kurt Christian : Kosti
- Olaf Pooley : le colonel Lupat
- Burt Kwouk : l'aide du père Ayman (non crédité)